# بالک کمپ (کالیفرنیا)
بالک کمپ (به انگلیسی: Balch Camp) یک منطقهٔ مسکونی در ایالات متحده آمریکا است که در شهرستان فرسنو، کالیفرنیا واقع شده‌است. بالک کمپ ۳۸۸ متر بالاتر از سطح دریا واقع شده‌است.